# Осиновка (Вікуловський район)
Оси́новка (рос. Осиновка) — село у складі Вікуловського району Тюменської області, Росія.
Населення — 65 осіб (2010, 105 у 2002).
Національний склад станом на 2002 рік:
- росіяни — 100 %